# Gamergomorphus klaarstroomensis
Gamergomorphus klaarstroomensis är en insektsart som beskrevs av Synave 1956. Gamergomorphus klaarstroomensis ingår i släktet Gamergomorphus och familjen sköldstritar. Inga underarter finns listade i Catalogue of Life.